# Философия биологии
Филосо́фия биоло́гии или биофилосо́фия — раздел философии, который занимается эпистемологическими, метафизическими и этическими вопросами в области биологических и биомедицинских наук, а также анализом и объяснением закономерностей развития основных направлений комплекса наук о живом. Биофилософия исследует структуру биологического знания; природу, особенности и специфику научного познания живых объектов и систем; средства и методы подобного познания. Философия биологии — система обобщающих суждений философского характера о предмете и методе биологии, месте биологии среди других наук и в системе научного знания в целом, её познавательной и социальной роли в современном обществе. Некоторыми специалистами биофилософия признается как междисциплинарная отрасль знания, включающая в себя философию биологии. Другие считают наоборот: философия биологии включает в себя биофилософию. На данный момент среди философов консенсус по данному вопросу не достигнут.
Хотя философы науки и философы вообще давно уже интересовались биологией (например, Аристотель, Декарт, и даже Кант), философия биологии появилась относительно недавно. И почти сразу в ней выделилась биофилософия, как составляющая философии биологии. Начало формирования биофилософии (как независимой области философии) можно связать, по мнению А. Т. Шаталова и Ю. В. Олейникова, с выходом в свет монографии австрийского ученого-эволюциониста Б. Ренша, которая называлась «Биофилософия», а также с публикацией Р. Саттлера под названием «Биофилософия. Аналитическая и холистская перспективы», которая была посвящена гносеологической проработке механизмов познания жизни и определению места биофилософии в структуре научного знания.

## История
Содержание и проблематика философии биологии существенно изменялись в ходе развития биологии и других наук о живом, в процессе изменения их предмета, трансформации стратегических направлений исследования. На начальных этапах своего становления как науки биология, ещё не будучи теоретически оформленной, по существу представляла собой часть философии. Это отчетливо проявилось уже в античности, прежде всего в учении Аристотеля. Проблема познания живого представлена у него как в рамках умозрительной философии, учения о логических формах и методах познания, так и как особая, относительно самостоятельная сфера исследования природы. В своем трактате «О частях животных» он провел огромную работу по созданию научных основ классификации видов живых организмов.
В новое время методологическое осознание путей и форм познания жизни значительно продвинулось вперед в поисках научного метода. В частности, у Декарта механистический метод был распространен на сферу живого, что привело к представлениям о живых существах как сложных машинах, подчиненных законам механики и развитию редукционизма. В разработанной форме механистическая концепция познания живого получила воплощение в философии Спинозы, который обосновал её с рационалистически-математических позиций, исходящих из традиции Галилея, Гоббса, Декарта. Лейбниц попытался выйти за рамки механистического материализма, исходя из представления о непрерывности развития и всеорганичности природы, утверждая, что единство организма составляет такая организация частей в одном теле, которая участвует в общей жизни. Развивая идею о развертывании в развитии новых организмов предсуществующих задатков, он обосновал преформистскую концепцию в философском осмыслении живого.
Карл Линней — швед, натуралист, создатель биологической систематики. В своей монографии «Система природы» (1735), получившей мировую известность, он заложил основы классификации «трех царств природы»: растений, животных и минералов. Причем человек в этой классификации впервые был отнесен к классу млекопитающих и к отряду приматов, что нанесло существенный удар по доминировавшему в те годы антропоцентрическому мышлению. Внеся фундаментальный вклад в изучение биологического многообразия жизни, Линней сформулировал принцип иерархичности систематических категорий, согласно которому соседние таксоны связаны не только сходством, но и родством. Эта идея стала одним из краеугольных камней на пути утверждения эволюционных представлений.
Первая целостная концепция эволюции в её философском осмыслении была сформулирована французским естествоиспытателем Ламарком в «Философии зоологии» (1809). Лейтмотивом книги является утверждение о том, что всякая наука должна иметь свою философскую основу, и только при этом условии она сделает действительные успехи. С этих позиций автор обращает внимание на всеобщий характер изменчивости, на прогрессивный ход эволюции, считая главным её фактором прямое и адекватное влияние среды. В качестве основного механизма эволюции Ламарк принимал наследование приобретенных признаков. Тенденцию же к усложнению организации живых организмов Ламарк считал результатом внутреннего стремления организмов к прогрессу, к совершенствованию. По Ламарку, эта внутренняя цель заложена в организмах, изначально. Мировоззрение Ламарка деистично: признавая естественный порядок природы, он рассматривал Бога как первопричину этого порядка. Принципиальным философским моментом в творчестве Ламарка является замена преформистских представлений, идущих от Г. Лейбница и других, идеями трансформизма — исторического превращения одних видов в другие.
Однако у этого подхода было много противников, одним из виднейших среди которых Жорж Кювье — французский зоолог, теоретик систематики, создатель палеонтологии, биостратиграфии и исторической геологии как науки. Предложенная Кювье система органической природы — первая, в которой современные формы рассматривались рядом с ископаемыми. В своем сочинении «Царство животных» (фр. «Règne animal», 1817) Кювье сформулировал принцип соподчинения признаков. Развивая идеи Линнея, он разделил все многообразие животных на четыре ветви, каждая из которых характеризуется общностью плана строения. Причем между этими ветвями, по Кювье, нет и не может быть переходных форм. В выдвинутом им принципе условий существования, названном принципом конечных целей, развиваются идеи «конкретной телеологии» Аристотеля: организм, как целое, приспособлен к условиям существования; эта приспособленность диктует как соответствие органов выполняемым функциям и соответствие одних органов другим, так и их взаимообусловленность в пределах единого целого. Будучи убежденным креационистом, он полагал, что корреляции неизменны. Впервые показав на обширнейшем фактическом материале грандиозную смену форм жизни на Земле и постепенное усложнение этих форм, то есть фактически заложив основы эволюционных взглядов, Кювье в силу своих философских убеждений свел их к представлениям о неизменяемости природы и настойчиво отстаивал эту позицию, что ярко проявилось в его знаменитом диспуте с Жоффруа Сент-Илером.
Этот французский естествоиспытатель был последовательным сторонником идеи трансформизма. В своем труде «Философия анатомии» (1818—1822) он обратился к одной из фундаментальных биологических проблем, имеющих философский характер: проблеме значения и сущности сходства признаков. Решая эту проблему, поставленную ещё Аристотелем, Сент-Илер целеустремленно искал гомологии у различных видов животных, разрабатывая идею единства плана строения всего живого, в противовес изложенным выше взглядам Кювье. Однако дискуссия окончилась победой Кювье, который опроверг механистическую трактовку единства морфологического типа, предлагаемую Сент-Илером.
Оригинальные эволюционные философские взгляды в области биофилософии принадлежат выдающемуся российскому биологу Карлу Бэру, описавшему в своем капитальном труде «История развития животных» законы эмбриогенеза. Сущность развития, по Бэру, состоит в том, что из гомогенного и общего постепенно возникает гетерогенное и частное. Это явление эмбриональной дивергенции получило название «закона Бэра». Однако при этом эмбриональное развитие не означает повторения серии более низко организованных взрослых животных и не является прямолинейным. Бэр был первым ученым, который пришел к эволюционным идеям, не строя никаких умозрительных схем и не отрываясь от фактов.
Оригинальные концепции были предложены в немецкой классической философии XIX века.
- При рассмотрении живых организмов И. Кант считал недостаточной ориентацию только на механические причины, ибо организм, с его точки зрения, есть образование активное, заключающее в себе одновременно и причину, и действие. Задача познания живого сводится Кантом к определению трансцендентальных условий его мыслимости, поиску регулятивных понятий для рефлектирующей способности суждения.
- В натурфилософии Шеллинга проблема познания живой природы выступает не как проблема эмпирического естествознания, а как одна из основных проблем натурфилософии. Природа предстает в форме всеобщего духовного организма, одухотворяемого единой «мировой душой», проходящего различные этапы своего развития на разных ступенях развития природы. В объяснении жизни Шеллинг не приемлет ни витализма, ни механицизма. Жизнь, в его трактовке, не нечто устойчивое, а постоянное изменение — разрушение и восстановление тех процессов, которые её образуют.
- Гегель необходимость философского осмысления природы связывал с разрешением внутреннего противоречия, присущего теоретическому отношению к природе. Суть его в том, что естествознание как форма теоретического отношения к природе стремится познать её такой, какая она есть в действительности. Однако при этом оно превращает природу в нечто совершенно иное: мысля предметы, мы тем самым превращаем их в нечто всеобщее, вещи же в действительности единичны. Это теоретико-познавательное затруднение и должно разрешить философское рассмотрение природы. Согласно Гегелю, философия природы не только выявляет всеобщее в природном мире, но и характеризует предметы природы под углом зрения их отношения к чувственности человека. Таким образом, существенно опережая своё время, Гегель проводит мысль о том, что в философии природы объективное соотносится с субъективным.

Синтез предшествовавших эволюционных представлений осуществил Чарльз Дарвин — создатель эволюционной теории. Принципиальное отличие дарвиновской концепции от других эволюционных и трансформистских взглядов в том, что Дарвин раскрыл движущий фактор и причины эволюции. Дарвинизм ввел в биологию исторический метод как доминирующий метод научного познания, как ведущую познавательную ориентацию. На многие годы он стал парадигмой эволюционных представлений, ознаменовав собой целую эпоху в биологии, науке в целом и в культуре. Развитие эволюционных идей на основе дарвинизма вглубь и вширь привело в конце XX века к формированию концепции глобального эволюционизма, предлагающего эволюционный взгляд на все мироздание в целом.
Параллельно с эволюционизмом, акцентирующим внимание на идее развития, в биофилософии продолжали развиваться представления, ориентированные на идею постоянства, стабильности, организации. Возникновение генетики как науки знаменовало принципиально новый этап в их становлении, начало которому было положено исследованиями австрийского естествоиспытателя Грегора Менделя. Применив статистические методы для анализа результатов гибридизации сортов гороха, Мендель выявил и сформулировал закономерности наследственности. Впервые в истории науки использовав количественные подходы для изучения наследования признаков, Мендель установил новые биологические законы, тем самым заложив основания теоретической биологии. В дальнейшем представления об инвариантности, дискретности, стабильности в мире живого получили развитие в трудах других исследователей.

### Современность
Марксизм выступил не только с критикой натурфилософии XIX века, но и с отрицанием вообще актуальности философии природы как таковой. Антинатурфилософский пафос марксизма обусловлен его социологизмом, стремлением объяснить все, исходя из социальных особенностей той или иной общественно-экономической формации. Из подобного подхода органично следовало ограничение проблематики философии науки лишь методологией науки и логикой, отказ от уяснения и анализа различных онтологических схем и моделей, действенных в естественных науках на любом этапе их развития. Поэтому в условиях господства марксизма-ленинизма наибольшее развитие и разработку в СССР получили именно методологические проблемы биологической науки. Это важное и актуальное направление развития философии биологии, но им отнюдь не исчерпывается вся её многообразная проблематика.
Вплоть до середины 20-х годов XX века развитие генетики и эволюционизма шло независимо, обособленно, а порой и конфронтационно по отношению друг к другу. Лишь к 50-м годам произошел синтез генетики и классического дарвинизма, что привело к утверждению нового популяционного мышления в биологии. Развивая исследования в этом направлении, А. Н. Северцов уточнил представления о прогрессе биологическом и морфофизиологическом, показав, что они неравнозначны. Дж. Симпсон и И. И. Шмальгаузен в дополнение к описанной Дарвином движущей форме естественного отбора, отсекающей любые отклонения от средней нормы, выделили стабилизирующую форму отбора, охраняющую и поддерживающую средние значения в среде поколений. В 1942 году Дж. Хаксли опубликовал книгу «Эволюция: современный синтез», положившую начало новой синтетической теории эволюции, в которой был реализован синтез генетических и эволюционных представлений. Однако этот синтез был осуществлен до наступления эры молекулярной биологии.
С середины XX века началось интенсивное развитие молекулярной и физико-химической биологии. На этом этапе были сделаны открытия, накоплен огромный фактический материал, фундаментальный для биологического познания. Можно назвать открытие двойной спирали ДНК, расшифровку генетического кода и биосинтеза белка, открытие врожденности генетического кода, обнаружение внеядерной ДНК, открытие молчащих генов, открытие среди ДНК фракций уникальных и повторяющихся последовательностей, обнаружение «прыгающих генов», осознание нестабильности генома и многое другие. В эти же годы произошел и принципиальный прорыв в традиционной для биологии области исследования биологии организмов — стала стремительно прогрессировать биология развития организмов. Наконец, со второй половины века началось и усиленное вторжение биологического познания в сферу надорганизменных образований, в изучение экологических, этологических и антропобиогеоценотических связей и взаимоотношений, формирование глобальной экологии.
Так, в 1970—1980-х годах вышли в свет труды, которые сформировали теоретические проблемы философии биологии. Это способствовало формированию во второй половине 1980-х годов широкого биофилософского направления междисциплинарных исследований. Они группировались вокруг журнала «Биология и философия» под редакцией М. Рьюза. Идеи биофилософии нашли своё отражение в работах по биополитике, биоэтике, биоэстетике, биомузыке.

## Основные идеи и проблемы биофилософии

### Основные идеи
С современных позиций философское осмысление мира живого представлено в четырех относительно автономных и одновременно внутренне взаимосвязанных направлениях: онтологическом, методологическом, аксиологическом и праксеологическом. Современное естествознание имеет дело с множеством картин природы, онтологических схем и моделей, зачастую альтернативных друг другу и не связанных между собой. В биологии это отражалось в разрыве эволюционного, функционального и организационного подходов к исследованию живого, в несовпадении картин мира, предлагаемых эволюционной биологией и экологией и т. д. Задача онтологического направления в биофилософии — выявление онтологических моделей, лежащих в основаниях различных областей современной науки о жизни, критико-рефлексивная работа по осмыслению их сути, взаимоотношений друг с другом и с онтологическими моделями, представленными в других науках, их рационализации и упорядочению.
Концептуальным ядром биофилософии является понятие жизни. Оно приобретает статус многозначной философской категории и основополагающего принципа понимания сущности мира и человеческого существования в нем. В онтологическом плане жизнь можно представить как важнейший компонент нашего бытия, образец совершенства её структурной и функциональной организации, явление планетарного (а может и не только) характера, исходное основание образования многих биогенных и биокосных (например, коралловые острова и рифы, гумус, торф, уголь, нефть, горючие газы и сланцы) природных ресурсов, непременный фактор биосферы, которая развивалась и трансформировалась в ноосферу.
Вот какое определение дали А. Т. Шаталов и Ю. В. Олейников:
«жизнь — это такое явление природы, которому присуще направленное развитие от низшего к высшему, от простого к сложному и наоборот, от самосохранения до альтруизма, пожертвования собственной жизнью ради жизни других». То есть можно сделать предположение, что если явлениям неживой природы присуще существование, то живой природе свойственно направленное развитие, в процессе которого она осуществляет своё проживание, выживание и возможное саморазвитие. Если понимание процесса существования неживой природы укладывается в узкие рамки физического детерминизма, то развитие живой природы не укладывается в эту концепцию. В понимании биофилософов, тайна жизни сокрыта не столько в физике, сколько в метафизике, то есть психических и биосоциальных началах. Проблема жизни, её цели и ценности для философии не менее важна, чем основной вопрос философии. Осмысление вопросов происхождения человека, его развития, вписанности в природный мир, особенностей отношений с этим миром во многом открывают занавес перед вечными проблемами — о цели жизни и её ценности.
Философия, внося в биологическое познание оценочный момент о смысле и роли человека в природе, во многом определяет побудительные мотивы индивидуального поведения человека. Преломляясь же в биофилософии, она обусловливает творческое, созидательное поведение человека, стимулирует гуманизацию человеческой деятельности, распространяя это отношение на мир живой и неживой природы. Гармонизация человеческих отношений опосредованно проявляется в изменении отношения людей к окружающему миру.
Интеграция биологического и социального мира живой природы и природы общественной жизни помогает преодолеть крайности в толковании роли биологических и социальных факторов в жизнедеятельности биологических и социальных типов жизни, породив биосоциологию. Биосоциальный подход выполняет своего рода функцию интегративного основания в исследованиях различных типов жизни. Биосоциология ориентированна на познание процесса взаимодействия биологического и социального в ходе становления личности человека, решение противоречия между материальными потребностями телесной организации человека и духовной сферой бытия.

### Проблемы биофилософии
По мере развития философии биологии, у философов возникает все большее количество вопросов. Помимо извечных вопросов (таких как «Что такое жизнь?» или «Что такое бытие?»), биофилософы пытаются ответить на, например, такие вопросы:
- «Что является биологической разновидностью?»,
- «Как возможна рациональность, учитывая наше биологическое происхождение?»,
- «Как организмы координируют их общее поведение?»,
- «Есть ли средства изменения генома?»,
- «Как наши биологическое понимание расы, сексуальности, и гендерности отражает социальные ценности?»,
- «Что является естественным отбором, и как это работает в природе?»,
- «Как врачи объясняют болезнь?»,
- «Как экология связана с медициной?» и другие.

Кроме того, развитие биологии убеждает современное общество заново продумать традиционные ценности, которые касаются всех аспектов человеческой жизни. Возможность генетической модификации стволовых клеток человека, например, привела к продолжающемуся противоречию как среди ученых, так и среди обычных людей о том, как некоторые биологические методы могут посягать на этические нормы. С развитием биоэтики, стали популярны вопросы, скорее относящиеся к философии. К ним можно отнести вопросы эвтаназии, ксенотрансплантации, клонирования человека и другие.
Принимая во внимание тот факт, что содержание биофилософии представлено двумя уровнями постижения: фундаментальными и прикладными, правомерно выделить и эти уровни в качестве самостоятельных. Фундаментальный уровень есть философская рефлексия над жизнью, её возникновением, местом и ролью в универсуме. Здесь подчеркивается теоретическая связь биофилософии с естествознанием, философией науки и науковедением в целом. Прикладной уровень указывает на материально практическое и эстетическое отношение к живой природе, на выход биофилософии за пределы фундаментального знания в сферу конкретного распредмечивания и объективирования содержания её концепций и идей в этологии, бионике, биотехнологии, биоэстетике и т. п., проникновение теоретической фундаментальной биофилософии до уровня эмпирического и обыденного знания, её реализации в общественной практике. Возможно, в перспективе обозначатся и такие аспекты биофилософии как биогеографическая философия, предметом исследования которой станет пространственное распределение форм жизни, историческая биофилософия, учение об истории формирования и становления биофилософии и другие.
Становление биофилософии объективно призвано быть реперной точкой дальнейшего расширения масштабов и углубления комплексных междудисциплинарных исследований процессов биологизации философии и философизации биологии, углубления интереса к биологической компоненте мировоззрения и мироощущения, творческой переоценки прежних и обоснование новых концепций жизни, определения места биологии в становлении новой мировоззренческой парадигмы.
Так, например, по мнению Р. С. Карпинской, создание целостного образа биологии составляет главную заботу философии биологии. Философия биологии при этом не может быть до и вне методологических средств исследования. Она формируется в качестве лабильного исторического образования, зависимого от токов «сверху» и «снизу» — от определенного уровня современной методологической культуры и от уровня и характера теоретического исследования в биологии. Однако создание нового целостного образа современной философии биологии — это необходимый, но лишь первый шаг в осмыслении вклада наук о жизни в качественно новый этап взаимодействия философии и естествознания. В одной из её работ высказывается мысль, что идея коэволюции может стать новой парадигмальной установкой культуры XXI века, мощным источником новых исследовательских программ будущего — новой философии природы, новой культурологии, новой философии науки.

## Интерпретации понятия жизни
В разные времена существовало значительное количество интерпретаций феномена жизни. Среди них можно выделить редукционизм, витализм, холизм, индетерминизм, атомизм, эклектизм и другие. 